# Quinta da Bacalhoa
La Quinta da Bacalhoa és una antiga propietat de la Casa Reial Portuguesa. Amb el famós Palau da Bacalhoa -també conegut com a Palau dos Albuquerques- es troba a la freguesia d'Azeitão, municipi de Setúbal, al llogaret de Vila Fresca de Azeitão. Es considera la quinta més bella de la primera meitat del s. XVI de Portugal.(1)

## Història
En el segle xv pertanyia, com a finca de lleure, a Joan, Infant de Portugal, fill de Joan I. L'heretà la seua filla Dona Brites, casada amb el segon duc de Viseu i mare del rei Manuel I. Encara hi perduren els edificis, els murs amb torres de cúpules i també el gran estany manats construir per Dona Brites.
Aquesta propietat es vengué el 1528 a Brás de Albuquerque, fill primogènit d'Afonso de Albuquerque. El nou propietari, a més d'haver enriquit les construccions amb bells taulellets, va manar construir una harmoniosa «casa de plaer», junt a l'estany, i dos pavellons, junt als murs laterals. A finals del segle xvi, aquesta quinta formava part del majorat pertanyent a Jerónimo Teles Barreto —descendent d'Afonso de Albuquerque. El majorat —amb la quinta da Bacalhoa inclosa— l'heretà la seua germana, Maria Mendonça de Albuquerque, casada amb Jerónimo Manuel —de la Casa da Atalaia— conegut pel malnom de «Bacalhau» ('Abadejo').
El nom de «Bacalhoa», pel qual es coneix l'antiga Quinta de Vila Fresca, a Azeitão, es deu al fet que la dona de Jerónimo Manuel seria designada de la mateixa forma sarcàstica. Aquesta quinta ha quedat consagrada entre els tresors artístics de Portugal.
Després d'una gran disputa judicial entre els descendents, el majorat restà per a José Francisco da Costa de Sousa i Albuquerque (1740-1802), armer major del regne i armador major del rei, casat amb Maria José de Sousa de Macedo, 2a vescomtessa de Mesquitella, 5a baronessa de Mullingar (Regne Unit). La propietat quedà en la família Mesquitella (posteriorment comtes de Mesquitella i ducs d'Albuquerque), així com els títols palatins d'armer major i armador major del regne i del rei, fins a la primeria del segle xx.
Tot i algunes modificacions en el decurs dels seus cinc segles d'existència, conserva encara les voltes ogivals dels seus temps més remots, el palau amb finestres d'estil renaixentista, els nínxols de la Via Sacra i elements ceràmics decoratius del segle xvi. En els taulellets es troba la data de 1565 i la signatura del ceramista Francisco de Matos. Alguns medallons de faiança d'origen flamenc emmotllen busts de significació històrica.
El 1936, el Palau da Bacalhoa el comprà i restaurà una dona nord-americana, Orlena Scoville, el net de la qual n'ha fet un dels majors productors de vi de Portugal. Més tard el Palau i la quinta da Bacalhôa pertangué a José Antonio Borges.
A hores d'ara la Quinta da Bacalhoa pertany a la Fundació Berardo, el propietari de la qual és el madeirenc Joe Berardo.(2)
Va ser classificada per l'IPPAR com a Monument Nacional el 1996.(3)